# 벨로크
벨로크(Bellock Inc.)는 대한민국의 정보보안 기업이다. 본사는 울산광역시 중구 종가8길에 위치해 있으며 대표이사는 이정현이다.
 발전소 중심의 보안 설루션 공급하고 있다
2023년 자회사인 인공지능(AI) 기반 영상분석 전문기업 브이씨아이를 흡수합병하였다

## 참고 문헌
1. ↑  이건재, Company Update IBK투자증권 주관사 IPO Update, 2023.12.18
2. ↑  벨로크, 정보보안서 AI 영상분석 진출 기대-그로쓰리서치, 파이낸셜뉴스, 2024년 5월 14일
3. ↑  오늘시장 특징주 벨로크(424760), 와우TV, 2024-05-17
4. ↑  김경택, 벨로크, 자회사 '브이씨아이' 흡수합병…보안사업 영역 확대, 뉴시스, 2023.09.18